# 나탈리나 뤼피노
나탈리나 뤼피노(프랑스어: Natalina Lupino, 1963년 6월 13일~)는 프랑스의 전직 유도 선수이다. 1992년 하계 올림픽 여자 헤비급에서 동메달을 획득했다.